# リベルダーデ

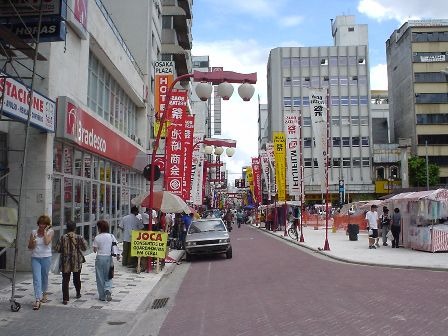
リベルダーデ駅周辺

リベルダーデ（ポルトガル語: Liberdade）は、ブラジルのサンパウロ市中心地に隣接する日本人街（東洋人街）の地区である。

## 名称
Liberdadeはブラジルポルトガル語ではリベルダージと発音する。しかし、カタカナ表記をする場合はポルトガルのイベリアポルトガル語の発音を前提に表記するのが慣例である。例えばBrasilはブラジルポルトガル語ではブラジウとなるが、日本語カタカナ表記はブラジルである。同様にLiberdadeはリベルダーデと表記し、サンパウロの邦字紙も「リベルダーデ」としている。
リベルダーデはポルトガル語で「自由」を意味するが、この地名の由来は諸説ある。ある歴史書によれば1821年に給与滞納に抗議した兵士2名が処刑され、民衆が「リベルダーデ！」と叫び出したということが由来になっている。当時現在のリベルダーデ駅周辺は刑場であった。リベルダーデ広場前にある首吊り教会（サンタ・クルース・ドス・エンフォルカードス教会）はその時の民衆の願いで建設された礼拝堂を前身とする。1810年頃解放を求める奴隷たちが自由を求めて行き来した道だからとしている歴史書もある。
2018年7月18日、リベルダーデ広場の名称はリベルダーデ・日本広場に変更された。これに伴って地下鉄駅の名称も日本・リベルダーデ駅になった。ただし、地区の名称はリベルダーデ区のままである。

## 概要

### 世界最大規模の日本人街

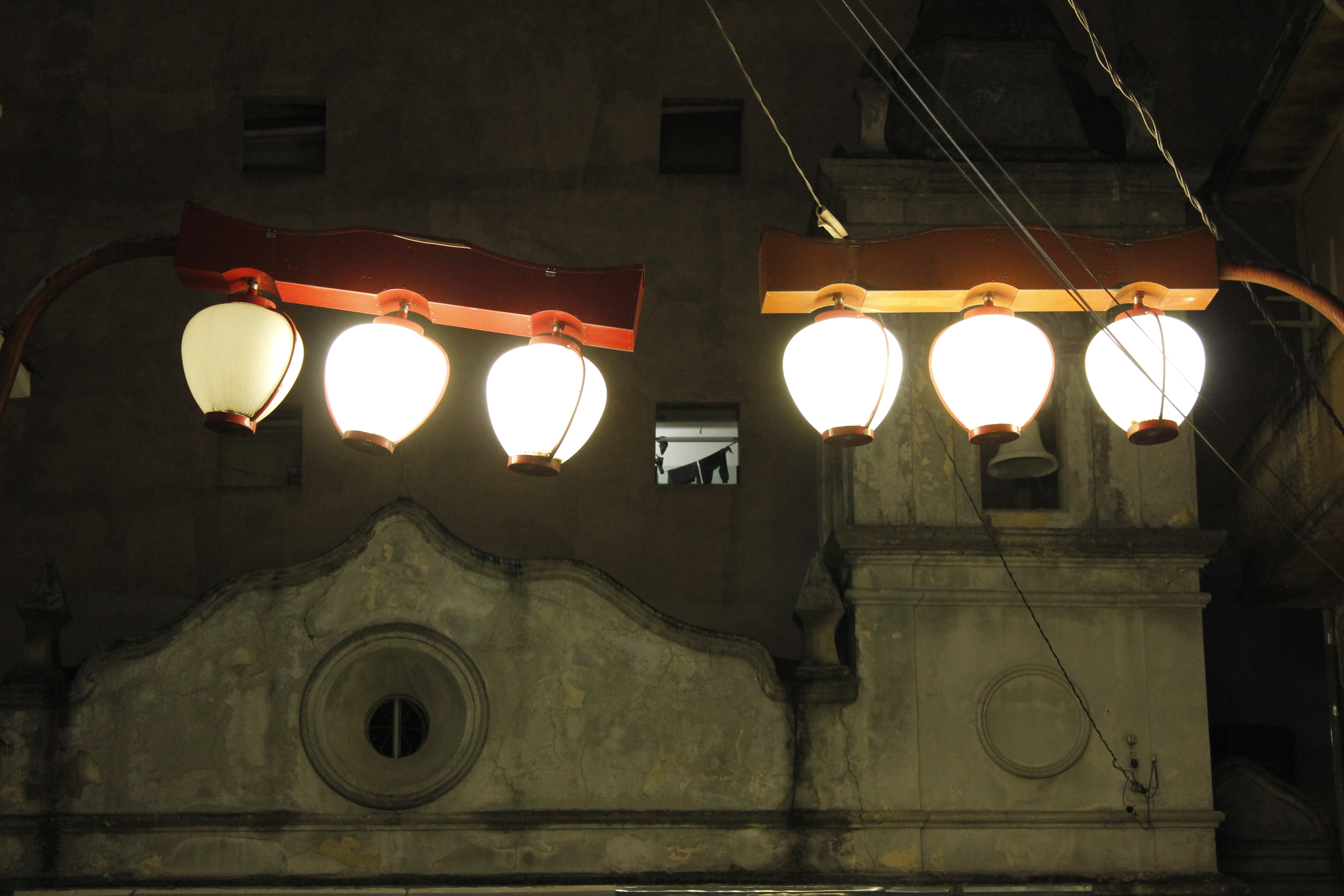
提灯形の街灯（鈴蘭灯）

ブラジルには現在約190万人の日系人が暮らしていると言われ、サンパウロにはその約70%が暮らしている。ホンダやトヨタ自動車、東芝や東京海上日動、コマツなど、様々な業種の日本企業が数百社進出しており、世界でも有数の規模の日本人学校、サンパウロ日本人学校があるなど、日本との縁が非常に深い都市である。
そのサンパウロ市の中心部に隣接するリベルダーデ地区には、第二次世界大戦前後より日本人街が形成されており、中心部を貫くガルボン・ブエノ街の入口に鳥居や大阪橋があり、また、中心部にも小さな日本式庭園が設置され、地区全体の街灯が提灯の形をしているなど、随所に日本らしさを取り入れた街づくりがされている。現在ではアメリカのロサンゼルスの日本人街として有名なリトル・トーキョーと並び、名実共に世界最大規模の日本人街となっている。

### 「東洋人街」への変化
なお元々は「日本人街」と呼ばれていたが、日系ブラジル人の現地への同化が進むとともに日本人の人口が減少し、それと入れ替わるように中国人や韓国人の移民が多く転入して来た事により混住が進んだことから、2004年に正式に「日本人街」から「東洋人街」へと改名された。
しかし、依然として街づくりや人口・店舗の比率では日本人街のころの面影が強く、中国人や韓国人も日本料理店などを経営していることから、結局現地人も「日本人街」と呼んでいる。

## 沿革
1905年12月20日、リベルダーデ区が制定された。翌1906年にはサンパウロ市サンベント街58番に藤崎商店が創業した。同店は日本雑貨を売る店で、店員は全員羽織袴姿で接客し、日露戦争勝利の影響もあって人気を博した。1908年6月18日にはサントス港に第一回日本移民781名を乗せた笠戸丸が到着し、ブラジルに日本人移民がやってくるようになった。第一回日本移民の多くは過酷な労働環境に耐えかねて離農し、サンパウロに出てきた者も多かった。1910年6月28日に第二回日本移民を乗せた旅順丸が到着した頃、サンパウロにはすでに268名の日本人がいた。サンパウロに出てきた移民が頼りにしたのはサンパウロ街20番にあった藤崎商店の駐在員宅だった。藤崎商店がアグア・ブランカに移った後は、飯炊き係の夫婦が同じ場所で宿泊所を営むようになって、そこはさながら離農者の合宿所のようになった。
1912年頃には、サンパウロ街の近くのコンデ・デ・サルゼーダス街坂下に多くの日本人が暮らすようになった。コンデ街坂下には半地下の部屋付きの家が多く、普段地下室として使われている部屋の家賃は驚くほど安かった。また、街の中心にも近いため歩いて仕事に通うこともできた。その部屋を移民たちは複数人で借りて共同生活を送った。また1914年にはボニータ街（現トーマス・デ・リマ街）に上地ホテルが開設され、近隣に移民の合宿所のような場所が増えていった。1915年10月7日には前年に開設された寺子屋を引き継いでコンデ街38番に大正小学校が開校された。翌1916年にはコンデ街に野球倶楽部などもでき、「南米」や「日伯新聞」などの邦字刊行物も創刊された。1917年にはコンセレイロ・フルタード街39番で邦字新聞「伯剌西爾時報」が創刊し、1918年には「日伯新聞」がサンジョアキン街に移転した。
1924年5月9日にはコンデ街坂上41番に常盤旅館が開業し、1925年にはガルボンブエノ街85番（現409番）に聖州義塾が開塾した。このようにして、日本人街はコンデ街からコンセレイロ・フルタード街、ガルボンブエノ街、ファグンデス街、サンジョアキン街、タマンダレー街方面まで広がっていった。1929年には大正小学校はサンジョアキン街に移転した。1930年には高岡専太郎がファグンデス街に診療所を構え、海外興業株式会社の支店がタマンダレー街に移転し、在ブラジル日本人同仁会がガルボンブエノ街37番に事務所を開設した。
1932年にはサンパウロ市内の日本人移民は2000人に達し、コンデ街には600人が住んでいた。1940年にかけてのコンデ街には中矢商店、村上歯科医、金城山戸歯科医、遠藤商店、青柳亭、国井商店、渡辺鉄砲店なども開業し、日本人街としての隆盛を極めて行った。しかし、1941年12月8日に太平洋戦争が勃発し、翌年1月28日には在サンパウロ総領事館が閉鎖されてブラジルと日本の国交は断絶した。1942年9月6日にコンデ街一帯の日本人家族及び店舗に立ち退きが命ぜられ、戦前リベルダーデの日本人街は消滅した。

## 施設など

### 店舗・行事

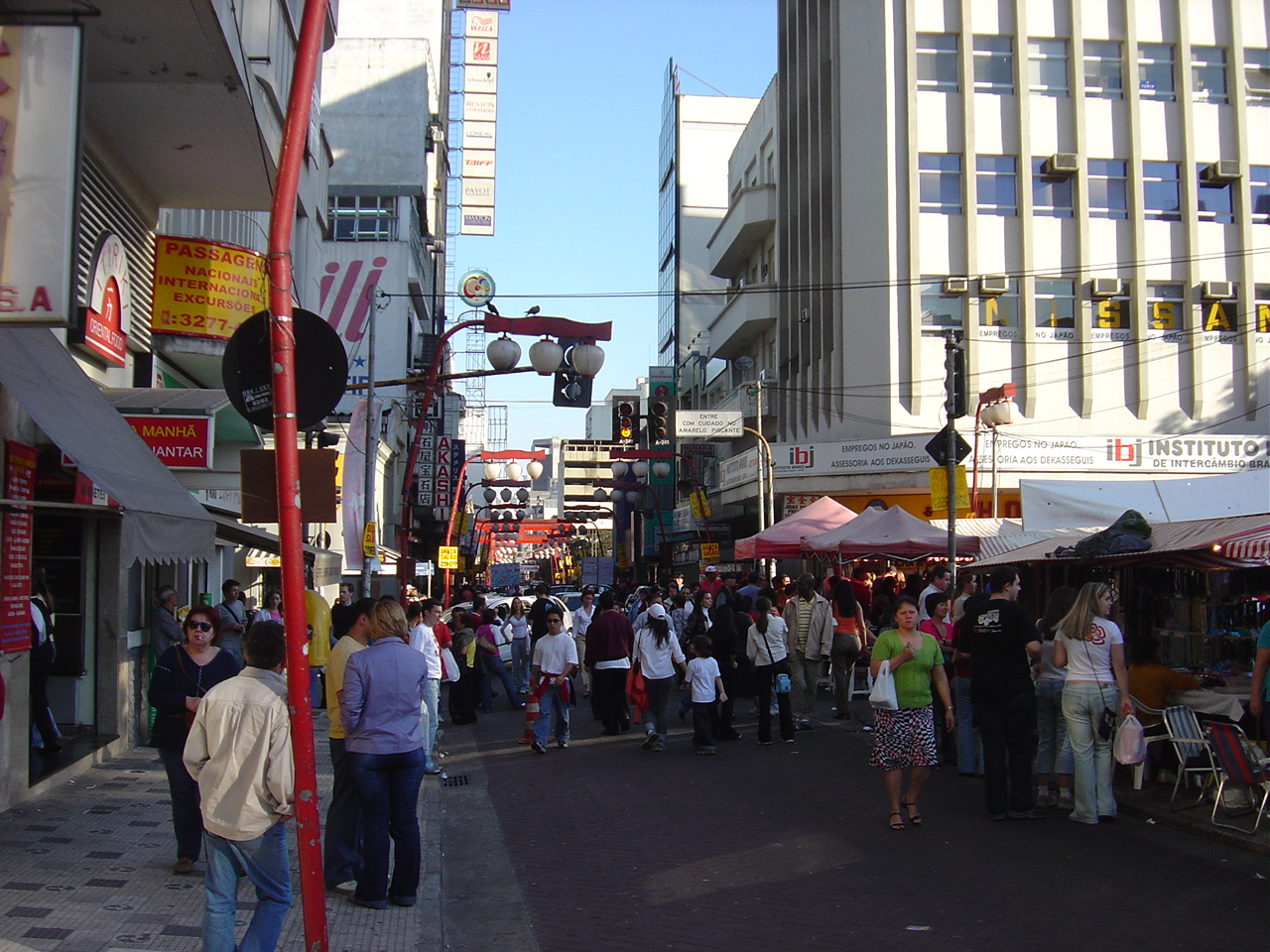
リベルダーデ駅前広場周辺

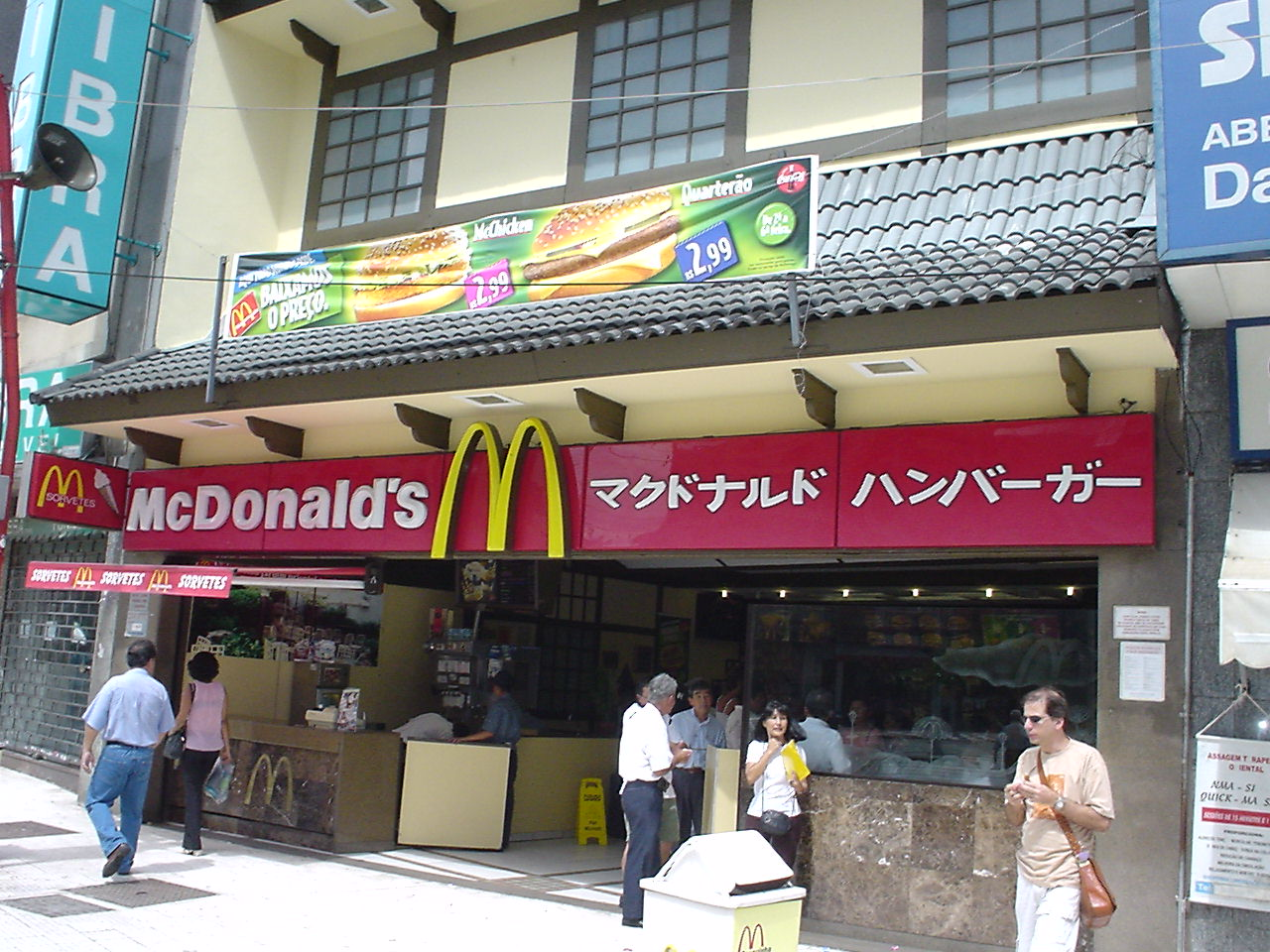
リベルダーデ内のマクドナルド

リベルダーデ地域内には日系人が経営するホテルや日本食レストラン、日本語書籍を扱う本屋や日本風の土産物店などが立ち並び活況を見せている。近年では中国系や韓国系など、他のアジア系住民が経営する店舗も多いが、「日本人街」として知られていることもあり、日本人以外が経営する店舗にもかかわらずその殆どが日本関連の店舗である。
またサンパウロ地下鉄のリベルダーデ駅前の広場では一年の節々に、サンパウロ仙台七夕祭りや茅の輪くぐり、甘茶の振る舞いなど日本の年中行事が再現され、また秋田犬の品評会など日本に関わる行事が開催される。

### 日系団体
リベルダーデ駅前の広場を中心に「日系団体御三家」と呼ばれ、代表機関となっているブラジル日本文化福祉協会、サンパウロ日伯援護協会、ブラジル日本都道府県人会連合会の各事務所があり、他にも各県人会、日系福祉団体、日系文化団体の事務所が集中している。
日系の医療機関としてサンパウロ日伯援護協会のリベルダーデ医療センターがあり、日系医師による日本語での診察が受けられる。なお、ブラジル日本文化福祉協会内に設置されている移民資料館では、当時の生活を再現した展示コーナーや日系人移民の旅券、当時使用していた生活用具などさまざまな文物が展示されており、日系ブラジル人の歴史を知る上で貴重な存在となっている。

### 主な施設

#### 施設・日系団体
- リベルダーデ・日本広場[14]
  - ブラジル日本110周年眞子内親王殿下ご来伯記念碑[14]
  - ラジオ体操塔[15]
- ラルゴ・ダ・ポルボラ日本庭園[16]
  - 上塚周平像[17]
- 首吊り教会[2]
- 鈴蘭灯[18]
- 大阪橋
- 鳥居
- 日本庭園[19]
- ペレと芸者の壁画[20]
- ブラジル日本文化福祉協会
  - ブラジル日本移民史料館[21]
  - 図書館
  - ブラジル都道府県人会連合会
  - 小泉純一郎首相来伯記念碑[22]
  - 安倍晋三首相来伯記念碑[23]
  - 二宮金次郎像[24]
- サンパウロ日伯援護協会
  - リベルダーデ医療センター
- ブラジル岩手県人会館
- ブラジル愛知県人会館
- ブラジル和歌山県人会館
- ブラジル広島文化センター
- ブラジル山口県人会館
- ブラジル沖縄県人会本部会館

#### ホテル
- ホテル赤坂
- ホテル池田
- ニッケイパレスホテル

#### レストラン
- つばき（鉄板焼）
- 寿司安
- あすか（ラーメン）
- 甚六（居酒屋）
- ごんべ
- 木下（割烹）
- ニュー美松（ラーメンなど）

#### 買い物
- 明石家宝石店（宝石・土産）
- 池崎商会
- 丸海（日本食スーパーマーケット）
- カーサ小野（ショッピングアーケード）

#### 新聞社
- サンパウロ新聞（Jornal de São Paulo）
- ニッケイ新聞（Jornal do Nikkey）

#### その他
- ツニブラ旅行社
- バンコ・ブラデスコ
- 三洋電機ショールーム
- パイロットペンブラジル支社
- アルファインテル南米交流（旅行会社）

## 公共交通機関
サンパウロ地下鉄1号線のリベルダーデ駅が中心部広場前にある他、市バスの停留所が地域内に複数存在する。また、リベルダージ駅前にタクシー乗り場がある。コンゴニャス空港からタクシーで25分、グアルーリョス国際空港からはタクシーで40分程度に位置する。

## リベルダーデ を舞台とした作品
- 佐木隆三「旅人たちの南十字星」（文藝春秋、1980年）
- 「Spectros」（ネットフリックス、2019年公開予定）[25]